# Bekoudou
Bekoudou est une localité de la région du Centre au Cameroun, localisée dans la commune d'Awaé et le département de la Méfou-et-Afamba.

## Population
En 1965 Bekoudou comptait 204 habitants, principalement des Bamvele.
Lors du recensement de 2005, ce nombre s'élevait à 179.